# Prezident Řecka
Prezident Řecka, oficiálně prezident Helénské republiky (řecky Πρόεδρος της Ελληνικής Δημοκρατίας), v řečtině běžně označovaný jako prezident republiky (řecky Πρόεδρος της Δημοκρατίας), je hlavou Řecka. Prezident je volen Helénským parlamentem; od ústavní reformy v roce 1986 je jeho funkce převážně ceremoniální. Úřad byl formálně zřízen řeckou ústavou v roce 1975, ale má předchůdce v druhé helénské republice a v řecké vojenské juntě, která předcházela přechodu k současné třetí helénské republice.

## Pravomoci
Prezident je nominálním vrchním velitelem řeckých ozbrojených sil a zaujímá první místo v žebříčku precedence země. Ačkoli řecká ústava z roku 1974 svěřila prezidentovi značné pravomoci, v praxi zaujímali prezidenti převážně ceremoniální roli; předseda vlády Řecka je aktivním šéfem řecké vlády a vedoucí politickou osobností země.

## Volby
Podle článku 32 řecké ústavy je prezident volen na pětileté funkční období Helénským parlamentem na zvláštním zasedání nejméně měsíc před vypršením funkčního období stávajícího prezidenta. Volba probíhá v maximálně pěti kolech, která jsou od sebe vzdálena maximálně pět dní.

## Přísaha
Před nástupem do funkce musí prezident složit přísahu před parlamentem podle čl. 33 odst. 2 řecké ústavy:
„Přísahám ve jménu Svaté, Soupodstatné a Nerozdělitelné Trojice, že budu chránit ústavu a zákony, dbát na jejich věrné dodržování, bránit národní nezávislost a územní celistvost země, chránit práva a svobody Řeků a sloužit obecnému zájmu a pokroku řeckého lidu.“

## Sídlo
Oficiálním sídlem řeckého prezidenta je Prezidentský palác v Athénách.